# 日本格付研究所
株式会社日本格付研究所（にほんかくづけけんきゅうじょ）は、日本国内における主要な格付会社の一社で、長期・短期の債券等への格付、金融・資本市場や産業並びに企業動向に関する調査研究、各国の政治・経済に関する調査研究等の業務を行っている。

## 概要
- 商号：株式会社日本格付研究所（英文名：Japan Credit Rating Agency, Ltd.）
- 設立：1985年4月1日
- 所在地：〒104-0061 東京都中央区銀座5丁目15番8号 時事通信ビル10階
- 資本金：5億8400万円
- 代表者：代表取締役社長 髙木祥吉

## 沿革
- 1985年4月 設立。初代社長に渡辺武
- 1986年7月 円建外債の格付を開始
- 1987年7月 国内債券の格付を開始
- 1988年12月 コマーシャルペーパーの格付を開始
- 2002年9月 学校法人、医療法人の格付を開始
- 2006年3月 金融庁よりバーゼルⅡにおける適格格付機関として認定
- 2007年9月 米国証券取引委員会（SEC）にNRSROとして登録
- 2010年9月 金融庁に信用格付業者として登録
- 2011年1月 欧州連合（EU）より格付会社規制における証明を受ける